# Rosaura a las diez (novela)
Rosaura a las diez es una novela policial argentina escrita por Marco Denevi y publicada por primera vez en 1955.
Fue la primera novela de Marco Denevi y obtuvo un importante éxito, siendo luego traducida a varios idiomas y adaptada también para teatro, cine y televisión. Con esta obra, el autor inició una reconocida carrera literaria en el ámbito nacional e internacional. 
El libro fue incluido en la lista 1001 libros para leer antes de morir en el número 500, editada en el 2007.

## Sinopsis
La historia se estructura alrededor de los personajes que habitan en la pensión La Madrileña, que se encuentra en la ciudad de Buenos Aires. La Sra. Milagros es la dueña de la pensión donde viven sus tres hijas, Camilo Canegato (un tímido pintor), David Réguel (un estudiante de abogacía) y la señora Eufrasia, entre otros personajes.
Durante seis meses, Camilo recibe misteriosas cartas de amor de una muchacha que se identifica como Rosaura. La historia entre ellos sigue avanzando pero todo se vuelve oscuro cuando es encontrada muerta y cada uno de los personajes tendrá que dar su versión de la historia.

## Premios
- Premio Kraft (1955)